# Marilyn Cooper
Marilyn Cooper est une actrice de théâtre américaine, née le 14 décembre 1934 à New York et morte le 22 avril 2009, à l'âge de 74 ans, dans le New Jersey.